# Nižná Rybnica
Nižná Rybnica es un municipio del distrito de Sobrance en la región de Košice, Eslovaquia, con una población estimada a final del año 2024 de 419 habitantes.
Se encuentra ubicado al noreste de la región, en la cuenca hidrográfica del río Bodrog (afluente derecho del Tisza) y cerca de la frontera con la región de Prešov y Ucrania.

## Demografía
| Año        | 1994 | 2004     | 2014    | 2024    |
| ---------- | ---- | -------- | ------- | ------- |
| Población  | 355  | 410      | 421     | 419     |
| Diferencia |      | +15,49 % | +2,68 % | −0,47 % |

| Año        | 2023 | 2024    |
| ---------- | ---- | ------- |
| Población  | 416  | 419     |
| Diferencia |      | +0,72 % |